# Карталинский район
Картали́нский райо́н — административно-территориальная единица (район) и одноимённое муниципальное образование (муниципальный район) в Челябинской области России.
Официальное название административно-территориальной единицы: город Карталы и Карталинский район.
Официальное название муниципального образования: Карталинский муниципальный район.
Административный центр: город Карталы.

## География
Площадь района 4 737 км², сельскохозяйственные угодья  345,3 тысяч га.
На территории района располагается памятник природы Джабык-Карагайский бор.
Район граничит с Агаповским, Нагайбакским, Чесменским, Варненским, Брединским, Кизильским районами Челябинской области России и Денисовским и Житикаринским районами Костанайской области Республики Казахстан.
Рельеф  равнинный и возвышенно-равнинный. По природным условиям: степная зона.

### Гидрография
Гидрографическая сеть района развита слабо и представлена, в основном, несколькими реками бассейна реки Тобол. Большая часть территории Карталинского района относится к Обскому бассейну, на восток, к Тоболу течёт большая часть рек района.
Река Караталы-Аят с её малочисленными притоками является равнинной рекой с высоким весенним половодьем, со сравнительно низкой меженью.
Остальные реки: Нижний Тогузак, Карагайлы-Аят, Сухая, Акмулла, Сатыбалты, Ширяев Лог, Ольховка маловодны, перемерзают в наиболее суровые зимы. В половодье вода поднимается, но пойма затопляется редко. Район входит в зону недостаточного водообеспечения.

### Климат
Район характеризуется как тёплый, засушливый. Устойчивый снежный покров устанавливается около середины ноября. Период с устойчивым снежным покровом продолжается 145...150 дней. Расчётная температура наиболее холодной пятидневки составляет -36°С.
На территории района преобладает континентальный климат с недостаточным увлажнением. Суммарная солнечная радиация равна 105 ккал/см3. Температурный минимум приходится на январь: −44°С, а температурный максимум — на июль: + 39° С. В среднем за год, в районе бывает 141 ясный и 129 пасмурных дней, остальные 195 дней стоит погода с переменной облачностью.

## История
Район образован 4 ноября 1926 года как Полтавский район в составе Троицкого округа Уральской области. 30 июля 1930 года в связи с упразднением округов район перешёл в прямое подчинение Уральской области. В январе 1934 года в связи с разделением Уральской области район вошёл в состав Челябинской области. С 1963 года носит современное название.

## Население
| 1989    | 2002    | 2005    | 2006    | 2007    | 2008    | 2009    |
| ------- | ------- | ------- | ------- | ------- | ------- | ------- |
| 59 081  | ↘51 869 | ↘51 125 | ↘50 654 | ↘49 839 | ↘49 644 | ↗49 786 |
| 2010    | 2011    | 2012    | 2013    | 2014    | 2015    | 2016    |
| ↘49 387 | ↘49 287 | ↘48 797 | ↘48 399 | ↘48 056 | ↘47 574 | ↘47 325 |
| 2017    | 2018    | 2019    | 2020    | 2021    | 2023    |         |
| ↘46 940 | ↘46 619 | ↘46 049 | ↘45 544 | ↘44 451 | ↘43 633 |         |

### Урбанизация
В городских условиях (город Карталы) проживают 61,14 % населения района.

#### Национальный состав
Русские (80,5%), казахи (9,8%), татары (2,1%), украинцы (2,1%), мордва (1,5%), башкиры (1%).

## Территориальное устройство
Карталинский район как административно-территориальная единица области делится на 10 сельсоветов и 1 город областного значения с подчинёнными ему населёнными пунктами. Карталинский муниципальный район, в рамках организации местного самоуправления, включает 11 муниципальных образований, в том числе 10 сельских поселений и 1 городское поселение:
| №  | Муниципальное образование           | Административный центр | Количество населённых пунктов | Население (чел.) | Площадь (км²) |
| -- | ----------------------------------- | ---------------------- | ----------------------------- | ---------------- | ------------- |
| 1  | Карталинское городское поселение    | город Карталы          | 1                             | ↘26 679          | 86,13         |
| 2  | Анненское сельское поселение        | село Анненское         | 8                             | ↘2721            | 408,56        |
| 3  | Варшавское сельское поселение       | посёлок Варшавка       | 3                             | ↘1370            | 333,54        |
| 4  | Великопетровское сельское поселение | село Великопетровка    | 4                             | ↗1794            | 556,75        |
| 5  | Еленинское сельское поселение       | село Еленинка          | 7                             | ↘3621            | 1221,58       |
| 6  | Мичуринское сельское поселение      | посёлок Мичуринский    | 5                             | ↘1304            | 153,24        |
| 7  | Неплюевское сельское поселение      | село Неплюевка         | 3                             | ↘1175            | 361,68        |
| 8  | Полтавское сельское поселение       | посёлок Центральный    | 4                             | ↗1586            | 233,24        |
| 9  | Снежненское сельское поселение      | посёлок Снежный        | 3                             | ↗1161            | 434,65        |
| 10 | Сухореченское сельское поселение    | посёлок Сухореченский  | 5                             | ↘1285            | 393,30        |
| 11 | Южно-Степное сельское поселение     | посёлок Южно-Степной   | 5                             | ↘1279            | 543,71        |

В 2011 году упразднённое Новокаолиновое сельское поселение вошло в состав Еленинского.

### Населённые пункты
В Карталинском районе 47 населённых пунктов.
| №  | Населённый пункт  | Тип               | Население | Муниципальное образование           |
| -- | ----------------- | ----------------- | --------- | ----------------------------------- |
| 1  | Акмулла           | посёлок           | ↘120      | Неплюевское сельское поселение      |
| 2  | Анненское         | село              | ↘2320     | Анненское сельское поселение        |
| 3  | Арчалы            | посёлок о.п.      | ↘24       | Мичуринское сельское поселение      |
| 4  | Варшавка          | посёлок           | ↗1059     | Варшавское сельское поселение       |
| 5  | Великопетровка    | село              | ↘1164     | Великопетровское сельское поселение |
| 6  | Вишнёвый          | посёлок           | ↘317      | Южно-Степное сельское поселение     |
| 7  | Гирьял            | посёлок о.п.      | ↗30       | Мичуринское сельское поселение      |
| 8  | Горная            | деревня           | ↘202      | Великопетровское сельское поселение |
| 9  | Гражданский       | посёлок           | ↘76       | Южно-Степное сельское поселение     |
| 10 | Джабык            | посёлок ж.-д. ст. | ↘757      | Еленинское сельское поселение       |
| 11 | Еленинка          | село              | ↗994      | Еленинское сельское поселение       |
| 12 | Елизаветопольское | село              | ↘531      | Южно-Степное сельское поселение     |
| 13 | Запасное          | посёлок ж.-д. ст. | ↘282      | Еленинское сельское поселение       |
| 14 | Знойное           | посёлок о.п.      | ↗4        | Южно-Степное сельское поселение     |
| 15 | Каракуль          | посёлок           | ↘113      | Снежненское сельское поселение      |
| 16 | Карталы           | город             | ↘26 679   | Карталинское городское поселение    |
| 17 | Кизилчилик        | село              | ↘282      | Еленинское сельское поселение       |
| 18 | Коноплянка        | посёлок           | ↘222      | Неплюевское сельское поселение      |
| 19 | Краснотал         | посёлок           | ↘278      | Анненское сельское поселение        |
| 20 | Красный Яр        | посёлок           | ↘301      | Варшавское сельское поселение       |
| 21 | Михайловка        | деревня           | ↘229      | Еленинское сельское поселение       |
| 22 | Мичуринский       | посёлок           | ↗922      | Мичуринское сельское поселение      |
| 23 | Мочаги            | посёлок о.п.      | ↗47       | Анненское сельское поселение        |
| 24 | Начальное         | посёлок ж.-д. ст. | ↘43       | Анненское сельское поселение        |
| 25 | Некрасово         | посёлок           | ↗269      | Варшавское сельское поселение       |
| 26 | Неплюевка         | село              | ↗1163     | Неплюевское сельское поселение      |
| 27 | Новокаолиновый    | посёлок           | ↘1373     | Еленинское сельское поселение       |
| 28 | Новокатенино      | посёлок           | ↘211      | Сухореченское сельское поселение    |
| 29 | Новониколаевка    | село              | ↗563      | Мичуринское сельское поселение      |
| 30 | Озёрный           | посёлок           | ↘163      | Полтавское сельское поселение       |
| 31 | Ольховка          | посёлок           | ↘371      | Великопетровское сельское поселение |
| 32 | Первомайка        | посёлок           | ↘170      | Полтавское сельское поселение       |
| 33 | Песчанка          | посёлок           | ↘129      | Снежненское сельское поселение      |
| 34 | Разъезд 61 км     | посёлок           | ↘25       | Сухореченское сельское поселение    |
| 35 | Рассветный        | посёлок           | ↘268      | Сухореченское сельское поселение    |
| 36 | Родники           | посёлок           | ↗390      | Анненское сельское поселение        |
| 37 | Санаторный        | посёлок           | ↘86       | Анненское сельское поселение        |
| 38 | Сезонное          | посёлок о.п.      | ↘2        | Еленинское сельское поселение       |
| 39 | Сенной            | посёлок           | ↗310      | Сухореченское сельское поселение    |
| 40 | Система           | посёлок о.п.      | ↘28       | Анненское сельское поселение        |
| 41 | Снежный           | посёлок           | ↘1132     | Снежненское сельское поселение      |
| 42 | Степан Разин      | посёлок           | ↗88       | Анненское сельское поселение        |
| 43 | Сухореченский     | посёлок           | ↘715      | Сухореченское сельское поселение    |
| 44 | Татищево          | село              | ↘156      | Великопетровское сельское поселение |
| 45 | Тумак             | посёлок обг.п.    | ↗86       | Мичуринское сельское поселение      |
| 46 | Центральный       | посёлок           | ↘1373     | Полтавское сельское поселение       |
| 47 | Южно-Степной      | посёлок           | ↘868      | Южно-Степное сельское поселение     |

По состоянию на 1966 год в Карталинском районе было 56 населённых пунктов. Часть из них была упразднена впоследствии (Чеголок в 2023).

## Археология
В Карталинском районе, восточнее реки Мандесарки и недалеко от посёлка Снежного находятся могильник «Мандесарка 1», курганная группа «Мандесарка 2» и менгир Мандесаркский.

## Палеогенетика
У представителей срубно-алакульской культуры из Неплюевского могильника, живших 3800 л. н., определили митохондриальные гаплогруппы H, N, K, T, U и Y-хромосомные гаплогруппы Q1b-L392 и R1a-Z94. У образца B8-2 определили Y-хромосомную гаплогруппу R1a1a1b2a1~-Y3 (R-AM00480/etc*(xAM00484)) и митохондриальную гаплогруппу U5b.

## Транспорт
В Карталинском районе протяжённость автомобильных дорог общего пользования регионального и межмуниципального значения составляет .
а) в черте города Карталы 176,8 км;
б) в черте сельских поселений 419,34 км.
Станция Карталы I является узловой станцией Южно-Уральской железной дороги, через которую осуществляется транзит грузовых и пассажирских перевозок в направлениях Челябинска, Магнитогорска, Орска, Казахстана. На станции функционирует железнодорожный пункт пропуска через границу.

## Почётные граждане города Карталы и Карталинского района
На 14 ноября 2023 года:
- Алентьева Тамара Григорьевна
- Аствацатурян Гамлет Аристакесович (22.07.1929 - 05.06.2013)
- Басарыгин Георгий Матвеевич (14 (27).05.1914 - 13.08.1980)
- Белоусов Николай Григорьевич  (02.10.1925 - 19.12.1989)
- Блинов Юрий Александрович
- Валишин Абдулла Валеевич (28.08.1924 - 09.08.2000)
- Вергилес Иван Петрович  (12.01.1926 - 21.03.2013 г.г.)
- Гайдт Давид Давидович
- Гамаюров Павел Григорьевич (25.05.1919 - 21.12.2001)
- Гладковский Михаил Васильевич (26.01.1941 - 20.11.2006 гг.)
- Гребенщикова  Евдокия  Васильевна
- Гречущев Юрий Александрович
- Гридин Михаил Владимирович (17 (20).11.1909 - 10.01.1991)
- Дедусев Иван Трофимович (03.07.1924-14.04.2014)
- Демедюк Валерий Кузьмич
- Ежов Владимир Фёдорович (20.10.1922 - 24.03.1993)
- Ермолин Семен Афанасьевич (19.09.1924 - 28.03.1990)
- Ермухаметов Сагындык Арестангалеевич (30.08.1962 - 07.11.2020)
- Жидеев Сергей Александрович
- Заболотнов Юрий Александрович
- Звездина Валентина Степановна
- Землянов Серафим Иванович (14.09.1914 - 17.01.1998 г.г.)
- Золотов Петр Федотович (15.06.1938 - 27.07.2016)
- Зотов Алексей Ильич «
- Зуев Иван Николаевич (02.06.1918 - 23.03.1990) «
- Иманкулов Асылхан Исмуратович
- Карташов Валерий Фёдорович
- Кобзев Александр Николаевич
- Коннов Василий Иванович (21.12.1969 - 19.10.2004)
- Левченко Лидия Тимофеевна  (06.01.1921 - 06.03.2005)
- Лямин Николай Иванович (09.08.1925 - 05.07.2010)
- Ляшкова Ольга Николаевна
- Макаров Валентин Федорович (10.04.1939  - 16.01.2015 гг.)
- Мельников Пётр Михайлович
- Минкина Ольга Николаевна (10.06.1923 - 30.11.1995)
- Михайлов Иван Евгеньевич (07.01.1954 - 2021)
- Немчанинов Валерий Петрович ( 01.01.1950  -2015 гг.)
- Петина Анна Дмитриевна (18.11.1928 - 19.02.2007)
- Просвирин Георгий Васильевич (25.03.1908 - 12.04.1977)
- Прыткова Берта Александровна
- Рекунов Александр Дмитриевич (16.03.1939 - 10.03.2007 г.г)
- Рогачёва Любовь Михайловна
- Сивков Александр Владимирович
- Ситников Вениамин Иванович (14.10.1926 - 11.04.1999 г.г.) «
- Тамара Васильевна Кадочникова
- Фролова Анна Павловна
- Цвяк Владимир Николаевич
- Чубаева Ирина Николаевна
- Шамрай Юрий Григорьевич (10.08.1936 - 04.04.2004)
- Шевчук Олег Васильевич (30.06.1943 - 22.11.2017)
- Ширшова Валентина Ивановна
- Ярошецкий Наум Миронович (22.02.1926 - 25.12.1996)